# Okraj Šentvid ob Glini
Okraj Šentvid ob Glini (nemško Bezirk St. Veit an der Glan) je upravni okraj v avstrijski zvezni deželi Koroški. Po ozemlju Okraja Šentvid ob Glini je potekala severna meja poselitve slovenske narodne skupnosti. Na sedanjih južnih mejah okraja poteka danes meja slovensko govorečega, danes dvojezičnega ozemlja Južne Koroške.  

## Upravna delitev
Okraj Šentvid ob Glini je razdeljen na 20 občin, od tega so štiri mestne občine, in devet trških. 

## Podatki o občinah
Tabela prikazuje osnovne podatke o občinah v okraju Šentvid ob Glini. Podatki o številu prebivalcev se nanašajo na 1. januar leta 2012.
| Občina (slovensko)         | Občina (nemško)        | Grb | Lega | Prebivalcev | Površina   | Gostota prebivalstva | Sodni okraj      | Regija                    | Tip           |
| -------------------------- | ---------------------- | --- | ---- | ----------- | ---------- | -------------------- | ---------------- | ------------------------- | ------------- |
| Stari dvor                 | Althofen               |     |      | 4.785       | 12,27 km2  | 390 preb./km2        | Šentvid ob Glini |                           | Mestna občina |
| Mostič                     | Brückl                 |     |      | 2.735       | 46,68 km2  | 59 preb./km2         | Šentvid ob Glini |                           | Trška občina  |
| Nemški Grebinj             | Deutsch-Griffen        |     |      | 911         | 71,5 km2   | 13 preb./km2         | Šentvid ob Glini |                           | Občina        |
| Svinec                     | Eberstein              |     |      | 3.607       | 65,17 km2  | 20 preb./km2         | Šentvid ob Glini |                           | Trška občina  |
| Ženji kamen                | Frauenstein            |     |      | 3.607       | 93,49 km2  | 39 preb./km2         | Šentvid ob Glini |                           | Občina        |
| Breže                      | Friesach               |     |      | 4.989       | 120,84 km2 | 41 preb./km2         | Šentvid ob Glini | Motniška dolina           | Mestna občina |
| Glodnica                   | Glödnitz               |     |      | 811         | 74,7 km2   | 11 preb./km2         | Šentvid ob Glini | Glodniška dolina          | Občina        |
| Krka                       | Gurk                   |     |      | 1.247       | 39,65 km2  | 31 preb./km2         | Šentvid ob Glini | Dolina Krke na Koroškem   | Trška občina  |
| Kotarče                    | Guttaring              |     |      | 1.481       | 54,92 km2  | 27 preb./km2         | Šentvid ob Glini | Dolina Krčice na Koroškem | Trška občina  |
| Getemberg                  | Hüttenberg             |     |      | 1.431       | 134,48 km2 | 11 preb./km2         | Šentvid ob Glini |                           | Trška občina  |
| Kapela na Krapskem polju   | Kappel am Krappfeld    |     |      | 1.992       | 49,63 km2  | 40 preb./km2         | Šentvid ob Glini |                           | Trška občina  |
| Mali Šentpavel             | Klein St. Paul         |     |      | 1.853       | 68,55 km2  | 27 preb./km2         | Šentvid ob Glini |                           | Trška občina  |
| Lepo polje                 | Liebenfels             |     |      | 3.285       | 58,89 km2  | 56 preb./km2         | Šentvid ob Glini |                           | Trška občina  |
| Motnica                    | Metnitz                |     |      | 2.023       | 223,26 km2 | 9,1 preb./km2        | Šentvid ob Glini |                           | Trška občina  |
| Mihaelova vas              | Micheldorf             |     |      | 1.023       | 17,02 km2  | 60 preb./km2         | Šentvid ob Glini |                           | Občina        |
| Molnek                     | Mölbling               |     |      | 1.320       | 48,77 km2  | 27 preb./km2         | Šentvid ob Glini |                           | Občina        |
| Šentjurij ob Dolgem jezeru | St. Georgen am Längsee |     |      | 3.706       | 69,84 km2  | 53 preb./km2         | Šentvid ob Glini |                           | Občina        |
| Šentvid ob Glini           | St. Veit an der Glan   |     |      | 12.491      | 50,79 km2  | 246 preb./km2        | Šentvid ob Glini |                           | Mestna občina |
| Štrosburg                  | Straßburg              |     |      | 2.086       | 97,43 km2  | 21 preb./km2         | Šentvid ob Glini |                           | Mestna občina |
| Prečpolje ob Krki          | Weitensfeld im Gurktal |     |      | 2.113       | 95,8 km2   | 22 preb./km2         | Šentvid ob Glini |                           | Trška občina  |

## Spletne povezave
- Spletna stran okraja Arhivirano 2004-04-06 na Wayback Machine.